# Claudio Úbeda
Claudio Úbeda, född 17 september 1969, är en argentinsk tidigare fotbollsspelare.
I februari 1989 blev han uttagen i Argentinas trupp till U20-världsmästerskapet 1989.